# Права человека во внешней политике России
Правами человека во внешней политике России занимается Департамент МИД по гуманитарному сотрудничеству и правам человека. В своей деятельности в международных органах по правам человека Россия акцентирует традиционные ценности. В отношении ситуации с правами человека в отдельных странах Россия редко поддерживает соответствующие резолюции Совета по правам человека ООН; основное внимание она уделяет положению в странах «ближнего зарубежья».

## История
СССР принимал участие в разработке Всеобщей декларации прав человека, но при её принятии в 1948 году воздержался. В дальнейшем он принял участие в разработке основополагающих правозащитных пактов в ООН и стал их участником, а в 1975 году подписал Хельсинкский акт. Советская дипломатия во время Холодной войны акцентировала коллективные права человека, такие, как право народов на самоопределение. В 1990-х годах Российская Федерация участвовала в разработке Венской декларации 1993 года и преобразовании СБСЕ в ОБСЕ. В 1997 году по инициативе России Комиссия по правам человека ООН впервые обозначила лишение гражданства как нарушение прав человека; тогда Россия поддерживала и ряд резолюций Комиссии по конкретным странам, хотя и не все. В двусторонних отношениях наиболее активные действия РФ по правозащитной тематике в 1990-е годы касались стран Балтии.

## Основополагающие документы
Согласно разделу «Права человека и международные отношения» принятой в 2000 году Концепции внешней политики, Россия видела свои задачи в том, чтобы «добиваться уважения прав и свобод человека во всем мире на основе соблюдения норм международного права; защищать права и интересы российских граждан и соотечественников за рубежом на основе международного права и действующих двусторонних соглашений. Российская Федерация будет добиваться адекватного обеспечения прав и свобод соотечественников в государствах, где они постоянно проживают, поддерживать и развивать всесторонние связи с ними и их организациями; развивать международное сотрудничество в области гуманитарного обмена; расширять участие в международных конвенциях и соглашениях в области прав человека; продолжить приведение законодательства Российской Федерации в соответствие с международными обязательствами России».
В концепции 2008 года список задач был расширен и уточнён, а в один раздел с правами человека внесено международное гуманитарное сотрудничество.
Очередная концепция внешней политики, также соединяющая тематику прав человека и международного гуманитарного сотрудничества, была принята в 2013 году В оценке А. Б. Мезяевым концепции 2013 года отмечается, что к целям внешней политики страны добавилось «отстаивание … российских подходов по теме защиты прав человека». Новая концепция внешней политики, также соединяющая в одном разделе тематику прав человека и международного гуманитарного сотрудничества, была принята в 2016 году.

## Структуры
В МИД России существует Департамент по гуманитарному сотрудничеству и правам человека.
В 2011 году был учреждён пост Уполномоченного МИД по вопросам прав человека, демократии и верховенства права. Первым уполномоченным стал К. К. Долгов. В 2017 году отдельный пост был упразднён, Уполномоченным стал директор ДГСПЧ А. Д. Викторов. Позднее должность была восстановлена, уполномоченным стал Г. Лукьянцев.
В Совете при президенте РФ по развитию гражданского общества и правам человека с 2012 года есть Постоянная комиссия по международному сотрудничеству в области прав человека (до 2018 года — по правам человека за рубежом). Её возглавлял А. Ю. Юров, с 2018 года — А. С. Брод, с 2021 года — К. В. Вышинский.

## Деятельность одностороннего характера
МИД России в 2011—2014 гг. издавал ежегодные доклады по правам человека в ряде стран мира, и возобновил эту практику в 2020 году. Ранее среди публикаций МИД РФ встречались перечни претензий и рекомендаций международных организаций к Латвии и Эстонии.
Госдума Федерального собрания РФ в мае и октябре 2012 года проводила слушания о правах человека в ЕС и США.
До 2018 года, согласно порядку предоставления политического убежища, МИД РФ должен был ежегодно составлять список стран с развитыми и устоявшимися демократическими институтами в области защиты прав человека (политическое убежище не предоставлялось лицам, прибывшим из этих стран).
В 2011 году МИД и Россотрудничеством был учреждён Фонд поддержки и защиты прав соотечественников, проживающих за рубежом.
В 2013 году согласно «Закону Димы Яковлева» МИД РФ опубликовал список граждан США, которым въезд в Россию закрыт за причастность к легализации и применению пыток, бессрочному содержанию заключённых, к нарушениям прав и свобод российских граждан за рубежом.

## Межгосударственные судебные дела по правам человека
Грузия подавала на Россию четыре иска в Европейский суд по правам человека (на 2020 год, два находятся на рассмотрении, один отозван, один частично удовлетворён) и один, касающийся Международной конвенции о ликвидации всех форм расовой дискриминации, в Международный суд (отклонён). В 2014-2018 годах Украина направила восемь исков против России в Европейский суд по правам человека, а в 2017 году — иск о Международной конвенции о ликвидации всех форм расовой дискриминации, в Международный суд.
В 2021 году Россия подала иск в Европейский суд по правам человека против Украины. 

## Деятельность в международных организациях
В июле 2004 года по инициативе России Парламентской ассамблеей ОБСЕ была принята резолюция о национальных меньшинствах, содержащая рекомендации в адрес Латвии и Эстонии.
С 2009 года, по инициативе России Совет ООН по правам человека принял три резолюции о поощрении прав человека благодаря более глубокому пониманию традиционных ценностей (№№ 12/21 от 2 октября 2009 года, 16/3 от 24 марта 2011 года, 21/3 от 27 сентября 2012 года). В 2014 году Советом была принята резолюция о защите семьи, среди инициаторов которой была РФ.
В 2013 году Генеральная Ассамблея ООН избрала Россию в Совет по правам человека на срок 2014-2016 гг. В 2016 году РФ выдвигалась на следующий трёхлетний срок, но не была избрана. В 2006-2012 гг. РФ также была членом СПЧ. в 2017-2019 гг. Россия не выдвигалась на выборах СПЧ, в 2020 году выдвинулась и была избрана.

## Двусторонние отношения
С 2005 года как минимум до 2013 года РФ и ЕС регулярно проводили консультации о правах человека. По состоянию на 2018 год, ЕС сообщал, что «Неоднократные призывы ЕС возобновить содержательные консультации по вопросам прав человека продолжают встречать сопротивление властей России».
В российско-американских отношениях вопросами прав человека занималась рабочая группа по гражданскому обществу Российско-американской президентской комиссии (российским сопредседателем группы был В. Ю. Сурков, затем К. К. Долгов); в 2013 году американская сторона вышла из этой рабочей группы.